# Finch (Familienname)
Finch ist ein englischer Familienname mit der Bedeutung Fink (vgl. das deutsche Äquivalent).

## Namensträger

### Künstlername
- Finch (Rapper) (Finch Asozial; Nils Wehowsky; * 1990), deutscher Rapper

### Familienname
- Aaron Finch (* 1986), australischer Cricketspieler
- Albert Finch (1926–2003), britischer Boxer
- Alfred William Finch (1854–1930), belgo-finnischer Maler, Keramiker und Radierer
- Andy Finch (* 1981), US-amerikanischer Snowboarder
- Anne Finch (1631–1679), englische Philosophin, siehe Anne Conway
- Anne Finch, Countess of Winchilsea (1661–1720), englische Dichterin des Augustan Age
- Annie Finch (* 1956), US-amerikanische Lyrikerin, Herausgeberin und Übersetzerin
- Caleb Finch (* 1939), US-amerikanischer Gerontologe
- Catrin Finch (* 1980), walisische Harfenistin
- Charlie Finch († 2022), US-amerikanischer Kunstkritiker
- Charlotte Finch (1725–1813), Gouvernante der Kinder von Georg III
- Chris Finch (* 1969), US-amerikanischer Basketballspieler
- Christopher Finch (* 1939), britischer Kunstsachverständiger und Sachbuchautor
- Cliff Finch (1927–1986), US-amerikanischer Politiker
- Daniel Finch-Hatton, 17. Earl of Winchilsea (* 1967), britischer Peer
- Flora Finch (1867–1940), britische Schauspielerin
- George Finch, 9. Earl of Winchilsea (1752–1826), englischer Cricketspieler und -funktionär
- George Finch (Architekt) (1930–2013), britischer Architekt
- George A. Finch (George Augustus Finch; 1884–1957), amerikanischer Jurist
- George Ingle Finch (1888–1970), australischer Chemiker und Bergsteiger
- Heneage Finch (Politiker, 1580) (1580–1631), englischer Jurist und Politiker
- Heneage Finch, 1. Earl of Nottingham (1621–1682), englischer Peer und Politiker
- Heneage Finch, 3. Earl of Winchilsea (um 1635–1689), englischer Peer und Politiker
- Heneage Finch, 1. Earl of Aylesford (um 1649–1719), englisch-britischer Peer und Politiker
- Heneage Finch, 5. Earl of Winchilsea (1657–1726), englisch-britischer Peer und Politiker
- Heneage Finch, 2. Earl of Aylesford (1683–1757), britischer Peer und Politiker
- Heneage Finch, 3. Earl of Aylesford (1715–1777), britischer Peer und Politiker
- Heneage Finch, 4. Earl of Aylesford (1751–1812), britischer Peer und Politiker
- Heneage Finch, 5. Earl of Aylesford (1786–1859), britischer Peer und Politiker
- Heneage Finch, 6. Earl of Aylesford (1824–1871), britischer Peer und Politiker
- Heneage Finch, 7. Earl of Aylesford (1849–1885), britischer Peer und Politiker
- Heneage Finch, 9. Earl of Aylesford (1908–1940), britischer Peer und Politiker
- Ian Baker-Finch (* 1960), australischer Profigolfer
- Isaac Finch (1783–1845), US-amerikanischer Politiker
- Jessica Garretson Finch (1871–1949), US-amerikanische Lehrerin, Autorin, Frauenrechtsaktivistin und Schulgründerin
- John Finch (Märtyrer) (1548–1584), englischer Märtyrer
- John Finch, 1. Baron Finch (1584–1660), englischer Unterhaussprecher
- John Finch (Diplomat) (1626–1682), englischer Mediziner und Diplomat
- John B. Finch (1852–1887), US-amerikanischer Politiker (Prohibition Party)
- John Thomas Finch (1930–2017), britischer Biologe
- Jon Finch (1942–2012), britischer Schauspieler
- Otis Finch (1933–1982), US-amerikanischer Jazzschlagzeuger
- Paul Finch (* 1964), britischer Schriftsteller
- Peter Finch (1916–1977), britischer Theater- und Filmschauspieler
- Peter Finch (Schriftsteller) (* 1947), walisischer Schriftsteller
- Ray Finch (* 1963), britischer Politiker
- Robert Finch (1925–1995), US-amerikanischer Politiker
- Rod Finch (* 1967), britischer Leichtathlet
- Ruby Devol Finch (1804–1866), US-amerikanische Künstlerin
- Sheila Finch (* 1935), US-amerikanische Science-Fiction-Autorin
- Stanley Finch (1872–1951), US-amerikanischer Regierungsbeamter, BOI-Chef
- Susan Landau Finch (* 1960), US-amerikanische Filmproduzentin
- William R. Finch (1847–1913), US-amerikanischer Journalist, Zeitungsverleger und Diplomat